# Ван (Західна Вірджинія)
Ван (англ. Van) — переписна місцевість (CDP) в США, в окрузі Бун штату Західна Вірджинія. Населення — 177 осіб (2020).

## Географія
Ван розташований за координатами 37°58′13″ пн. ш. 81°43′4″ зх. д. / 37.97028° пн. ш. 81.71778° зх. д. (37.970222, -81.717742).  За даними Бюро перепису населення США в 2010 році переписна місцевість мала площу 1,59 км², з яких 1,55 км² — суходіл та 0,04 км² — водойми.

## Демографія
Згідно з переписом 2010 року, у переписній місцевості мешкало 211 особа в 90 домогосподарствах у складі 64 родин. Густота населення становила 133 особи/км².  Було 102 помешкання (64/км²).
Расовий склад населення:
| - 98,6 % — білих - 0,5 % — чорних або афроамериканців |

До двох чи більше рас належало 0,9 %. Частка іспаномовних становила 0,0 % від усіх жителів.
За віковим діапазоном населення розподілялося таким чином: 20,4 % — особи молодші 18 років, 62,5 % — особи у віці 18—64 років, 17,1 % — особи у віці 65 років та старші. Медіана віку мешканця становила 45,6 року. На 100 осіб жіночої статі у переписній місцевості припадало 81,9 чоловіків;  на 100 жінок у віці від 18 років та старших — 90,9 чоловіків також старших 18 років.
За межею бідності перебувало 4,1 % осіб, у тому числі 0,0 % дітей у віці до 18 років та 0,0 % осіб у віці 65 років та старших.
Цивільне працевлаштоване населення становило 41 осіб. Основні галузі зайнятості: освіта, охорона здоров'я та соціальна допомога — 56,1 %, сільське господарство, лісництво, риболовля — 24,4 %, роздрібна торгівля — 19,5 %.